# 후맘 타리크
후맘 타리크 파라즈 나우쉬(아랍어: همام طارق فرج نعوش‎, 1996년 2월 10일 ~ )는 이라크의 축구 선수로, 현재 알쿠와 알자위야에서 미드필더로 활약하고 있으며 2014년 아시안 게임 동메달리스트이다.

## 클럽 경력
알쿠와 알자위야 유소년팀 출신으로 2010년 14세의 어린 나이에 성인팀 입단을 통해 프로에 입문한 뒤 2014년까지 46경기 4골을 기록했고 이후 2014년 UAE 프로리그의 샤바브 알아흘리 클럽으로 이적하여 이적 후 단 1경기도 출전하지 못했지만 2013-14 시즌 리그 우승, 2014년 UAE 슈퍼컵 우승, 2014년 UAE 리그컵 우승을 경험했으며 2014-15 시즌을 앞두고 스코티시 프리미어십 셀틱 FC의 트라이얼 제의를 거절한 채 같은 리그의 알다프라 FC로 임대 이적하여 20경기 2골을 기록했다.
그 뒤 알크라 알자위야 임대 이적을 통해 친정팀에 복귀하여 2015-16 시즌 리그 14경기 2골을 기록하며 2015-16년 이라크 FA컵 우승을 맛보았고 2015-16 시즌 종료 후 완전 이적하여 53경기 6골을 뽑아내며 AFC 챔피언스리그 투 2회 연속 제패, 2016-17 시즌 리그 우승에 공헌했다.
그리고 2018년부터 2020년까지 이란 페르시안 걸프 프로리그의 에스테글랄 FC, 이집트 프리미어리그의 이스마일리 FC에서 22경기 4골을 기록한 뒤 2020년 친정팀인 알쿠와 알자위야로 복귀했다.

## 국가대표팀 경력
이라크 U-20 대표팀 일원으로 2012년 AFC U-19 챔피언십에 출전하여 팀의 준우승을 이끌었고 더 나아가 이듬해에 열린 2013년 FIFA U-20 월드컵에 참가하여 이라크 축구 역사상 FIFA 주관 대회 첫 4강 진출의 주역으로 맹활약했다.
그리고 이라크 U-23 대표팀의 일원으로 2013년 AFC U-22 챔피언십에도 출전하여 팀의 AFC U-23 아시안컵 초대 챔피언 등극을 이끌었고 2014년 아시안 게임에도 참가하여 이라크의 동메달 획득에 이바지했다.
이에 앞선 2012년 16세의 나이에 이라크 성인대표팀에 첫 발탁된 뒤 이듬해에 열린 2013년 아라비안 걸프컵에 출전하여 이 대회 준우승에 일조했고 2015년 AFC 아시안컵 본선에도 참가하여 팀의 8년만의 아시안컵 4강 진출에 기여했으며 2015년 3월 28일 콩고 민주 공화국과의 친선 경기에서 국제 A매치 데뷔골을 신고했다.
이후 2019년 AFC 아시안컵 본선 엔트리에 합류하였으나 팀은 16강전에서 2022년 FIFA 월드컵 개최국인 강호 카타르에 덜미가 잡혀 8강 진출이 무산되었으며 현재 A매치 통산 73경기 3골을 기록 중이다.

## 대회 성적

### 클럽
샤바브 알아흘리 클럽
- UAE 프로리그 : 우승 (2013-14)
- UAE 리그컵 : 우승 (2014)
- UAE 슈퍼컵 : 우승 (2014)

 알다프라 FC
- UAE 프레지던트컵 : 4강 (2014-15)

알쿠와 알자위야
- 이라크 스타스 리그 : 우승 (2016-17, 2020-21), 준우승 (2023-24)
- 이라크 FA컵 : 우승 (2015-16, 2020-21), 준우승 (2023-24)
- AFC 챔피언스리그 투 : 우승 (2016, 2017)

 에스테글랄 FC
- 페르시안 걸프 프로리그 : 3위 (2018-19)

 무아이다르 SC
- 카타르 세컨드 디비전 : 우승 (2022-23)

### 국가대표팀
이라크 U-20
- AFC U-20 아시안컵 : 준우승 (2012)
- FIFA U-20 월드컵 : 4위 (2013)

 이라크 U-23
- AFC U-23 아시안컵 : 우승 (2013)
- 아시안 게임 : 동메달 (2014)

 이라크
- 아라비안 걸프컵 : 준우승 (2013)
- AFC 아시안컵 : 4위 (2015)
- WAFF 챔피언십 : 준우승 (2019)

### 개인 수상
- 세계 군인 체육 대회 아시아 예선 베스트 플레이어 : 2013
- 부츠가 주목하는 베스트 영플레이어 100인 : 2015
- 사커 이라크 선정 10년간 뛰어난 팀 : 2010-2019